# Julia Stowers
Julia Stowers (Knoxville, Estados Unidos, 18 de marzo de 1982) es una nadadora retirada especialista en estilo libre. Fue olímpica en los Juegos Olímpicos de Sídney 2000 donde consiguió la medalla de oro en la prueba de 4x200 metros libres tras nadar las series eliminatorias.

## Palmarés internacional
| Juegos Olímpicos | Juegos Olímpicos    | Juegos Olímpicos | Juegos Olímpicos |
| Año              | Lugar               | Medalla          | Prueba           |
| ---------------- | ------------------- | ---------------- | ---------------- |
| 2000             | Sídney ( Australia) | Medalla de oro   | 4x200 m libres   |